# Proechimys gorgonae
El Proechimys gorgonae es una especie de roedor de la familia Echimyidae. A veces es considerado una subespecie de Proechimys semispinosus.

## Distribución
Solo vive en la isla Gorgona, Guapi, Cauca, Colombia.